# Ochropepla hebes
Ochropepla hebes är en insektsart som beskrevs av Walker. Ochropepla hebes ingår i släktet Ochropepla och familjen hornstritar. Inga underarter finns listade i Catalogue of Life.